# Análise contemporânea
Análise contemporânea é uma abordagem alternativa que surgiu depois do período considerado na História do Pensamento Econômico como Neoclássico. São abordagens de pensadores atuais sobre temas da Macroeconomia e da Microeconomia segundo uma visão moderna da Economia.